# Rarohenga

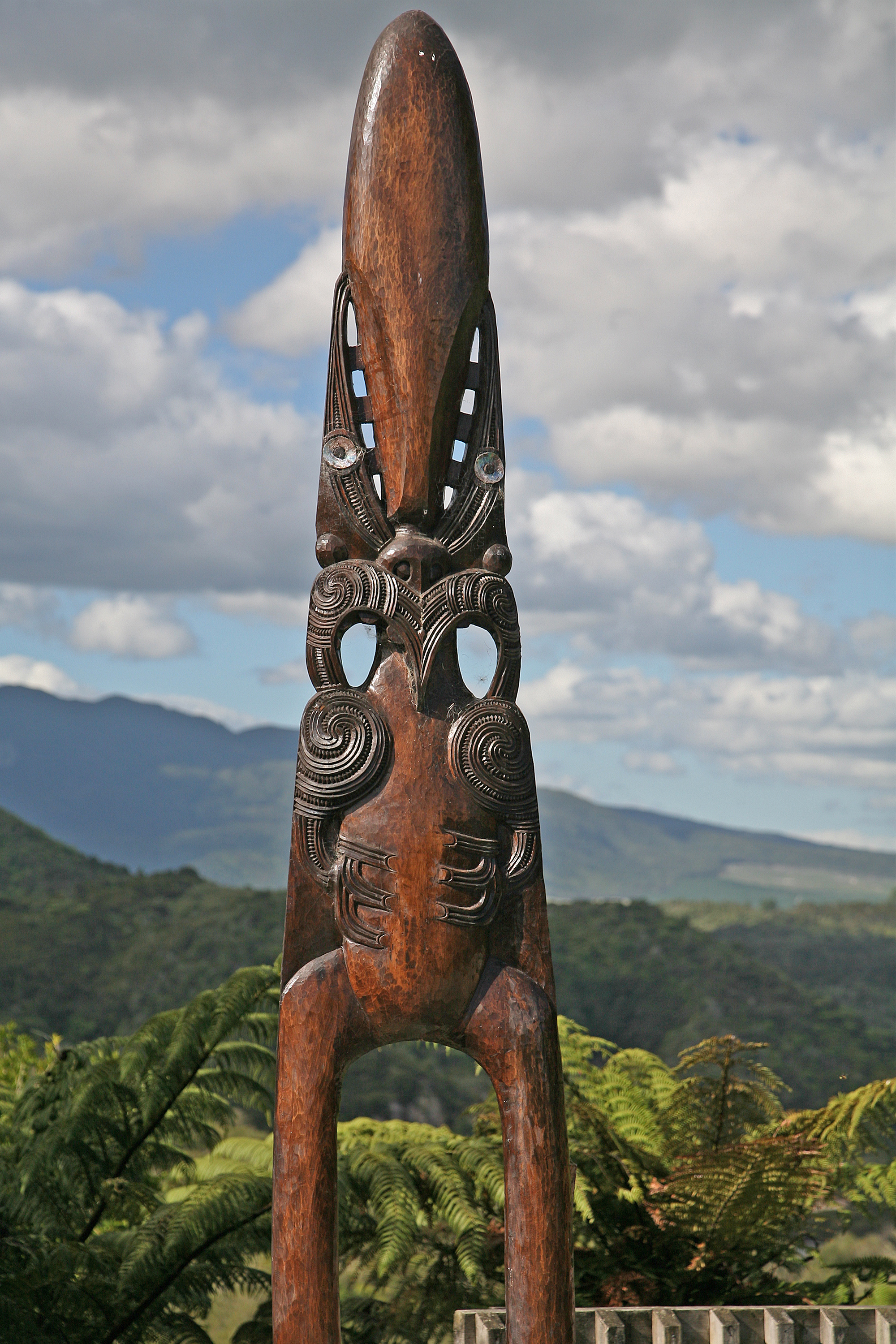
Sculpture sur bois tribale dans la vallée volcanique de Waimangu, Nouvelle-Zélande, en 2009. Sa pratique serait directement influencée par les entités de Rarohenga.

Rarohenga est le monde souterrain où les esprits des défunts demeurent après la mort, selon la tradition orale maorie. Il est gouverné par Hine-nui-te-pō, la déesse de la nuit et de la mort, et est occupé par les gardiens, les dieux et déesses, les chefs sacrés et les nobles (rangatira) et les tūrehu, qui sont décrits comme des personnes célestes et féeriques. Rarohenga est principalement représenté comme un lieu de paix et de lumière. Comme l'a exprimé l'ethnographe maori Elsdon Best (en) : c'est un endroit où l'obscurité est inconnue. « C’est la raison pour laquelle, de tous les esprits des morts depuis l’époque de Hine-ahuone […], pas un seul n’est jamais revenu ici pour habiter dans ce monde ».
Dans la société maorie contemporaine, Rarohenga continue d’avoir une signification culturelle collective. Il s’agit du résultat de plusieurs rituels importants originaires du monde souterrain, qui sont encore couramment pratiqués aujourd’hui. Cela comprend le tatouage du visage (ta moko), l'entrelacement des doigts (tāniko (en)) , la sculpture sur bois tribale (moko whakatara) et l'art du tissage (raranga),. Il est rapporté que ces formes d'art ont été introduites pour la première fois dans le monde humain par des personnages qui ont voyagé à Rarohenga et qui ont été dotés de techniques sacrées pour améliorer le monde profane.
Les textes contemporains suggèrent que les archives et récits traditionnels des sites mythologiques maoris, comme Rarohenga, ont subi des modifications substantielles pour s'adapter aux écritures missionnaires dominantes qui ont été introduites pendant la colonisation de la Nouvelle-Zélande au XIXe siècle. On soutient que ces altérations se sont produites lors de la traduction par des auteurs non maoris, ce qui a donné lieu à des variations extrêmement courantes dans la mythologie maorie. La géographie de Rarohenga comprend plusieurs lieux non physiques et immatériels différents qui sont décrits dans les mythes. Il existe également plusieurs emplacements de matériaux dispersés dans les îles du Nord et du Sud de la Nouvelle-Zélande.

## Mythe et origine

### Origine
L'origine du Rarohenga, comme de nombreux autres rituels et croyances maoris, dérive de la mythologie polynésienne. Selon cette mythologie, Hawaiki représente l'origine de tous les peuples polynésiens et l'endroit où ils retournent après la mort. Des variantes, telles que Rarohenga, sont apparues après que cette mythologie traditionnelle se soit dispersée à travers les nombreuses îles de l'océan Pacifique central et méridional, après quoi elle a été adaptée et redéveloppée dans de nouveaux contextes.

### Mythe pré-colonisation
Avant la colonisation européenne, la « croyance innée en l’immortalité de l’âme » des Maoris s’est transformée en croyance en Rarohenga. Contrairement à la dichotomie biblique du paradis et de l'enfer, le monde souterrain et ses principales figures spirituelles n’étaient pas caractérisés comme des êtres mauvais et malveillants. Ils étaient plutôt incarnés comme des instigateurs d’un développement culturel positif. Ces entités mythiques sont considérées comme des cultivateurs de l'humanité par le biais d'une intervention spirituelle. Elles mènent régulièrement des actions humanitaires de partage des connaissances et de la sagesse, car le royaume et ses habitants ne cherchent pas à punir ou à déranger les morts. Les récits traditionnels de Rarohenga caractérisent ces deux royaumes (supérieur ou inférieur) comme étant tous deux des lieux de paix et de lumière reposants, où la destination ultime et la résidence de chaque esprit dépendent entièrement d'eux. On dit que chaque esprit individuel conserve le liberté d'action et de décision pour s'installer à Rarohenga ou dans le monde céleste (également connu sous le nom de « Sommet des cieux » ou Toi-o-ngā-rangi). Cependant, le Monde du Ciel ou le Sommet des Cieux n'est pas aussi largement connu ou enregistré que Rarohenga dans les récits traditionnels.
Elsdon Best rapporte néanmoins un mythe pré-européen sur le séjour de Mataora dans le Rarohenga. Mataora, originaire de la terre, épouse une turehu (être du monde souterrain) nommée Niwareka. Cependant, maltraitée, elle le quitte et retourne au Rarohenga. Mataora part à sa recherche, et découvre en y arrivant un « endroit très désirable, un endroit où aucun mal, en pensée ou en action, n’existait – un royaume de paix et d’harmonie ». Ses habitants y vivent pourtant comme sur terre, en cultivant les champs, en pêchant, en jouant, etc. Il fait la connaissance d'Uetonga, qui lui explique que le vrai art du tatouage est le tatouage permanent au visage, Tā moko. Il retrouve sa femme, mais on la lui refuse, à cause de son comportement violent. Le frère de Niwareka et Uetonga lui font remarquer que le monde supérieur n'est que violence, tandis que le monde inférieur est lumière, bienveillance et rectitude. C'est la raison pour laquelle les esprits des morts ne reviennent pas dans le monde inférieur. Finalement, le couple reviennent dans le monde supérieur, apportant avec eux la connaissance des arts du tatouage et du tissage. Depuis lors, seuls les esprits des morts peuvent se rendre à Rarohenga, mais ils ne sont pas autorisés à revenir dans le monde supérieur. Les récits sont contradictoires à ce sujet.
Best avertit que ce mythe peut être un récit déformé d'un ancien voyageur ayant rencontré un peuple qui pratiquait le même type de tatouage et de tissage que les Maoris d'aujourd'hui.

### Mythe post-colonisation
Lorsqu'on examine la mythologie de Rarohenga, il est courant que des incohérences apparaissent entre les histoires orales, les récits écrits et les connaissances contemporaines. Par la colonisation de la Nouvelle-Zélande au XIXe siècle, l'histoire, la tradition et la mythologie exclusivement orales des Maoris deviennent susceptibles d'être effacées par la traduction non qualifiée, l'ethnocentrisme et les motivations assimilatrices des colonisateurs. Plusieurs critiques soutiennent que les incohérences proviennent de traducteurs qui traduisaient librement le maori en anglais et réécrivaient des passages substantiels. Herbert Williams a qualifié cette action, en référence au célèbre traducteur John White, comme un acte académique d'« imprudence impardonnable ».
Comme l’a expliqué l'ethnographe maori Elsden Best (en) : « Les Maoris ont adapté les mythes et les enseignements du christianisme. C’est ainsi que les idées selon lesquelles les esprits des personnes mauvaises se rendraient aux enfers et ceux des personnes bonnes monteraient aux cieux se sont glissées dans les témoignages. De telles croyances étaient inconnues des Maoris avant l’arrivée des missionnaires. »
Cette « interlocution transculturelle » peut être observée lors de l’examen des œuvres historiques d’écrivains tels que Stephenson Percy Smith. Smith a écrit que les esprits qui faisaient le mal seraient éternellement punis et présidés par des esprits malveillants (Whiro-te-tipua) à Rarohenga. Tandis que les « bons » esprits monteraient jusqu'à la montagne de « Tawhiti-nui » et entreraient dans un royaume de récompense éternelle.
Des critiques comme Jahnke considèrent cela comme un exemple d'adaptation culturelle et d'assimilation à la croyance eurocentriste de l'au-delà qui divise les âmes en bonnes ou mauvaises. Le critique Buck soutient lui aussi qu’il s’agit d’une perte d’« intégrité culturelle », où la traduction de l’histoire orale et de la culture a été détruite par l’influence occidentale : « La cosmogonie de la séparation de la vie et des ténèbres […] semble avoir été un ajout post-européen effectué après l’acquisition de la connaissance de l’histoire biblique de la « Création ». La séparation des esprits par la porte Est pour monter dans les royaumes surnaturels, et des « pécheurs » par la porte Sud pour accéder au monde souterrain est contraire aux conceptions maories et polynésiennes du monde futur ».

### Divinités primaires
À Rarohenga, plusieurs Gardiens, Dieux et Déesses ont été identifiés comme occupant le royaume. Cela comprend :
- Hine-nui-te-pō : il est l'une des figures mythiques les plus connues du Rarohenga. C'est elle qui contrôle le sort et le destin de l'homme dans la mort. Elle est également appelée Hine-tītama ou « la jeune fille de l'aube », qui était son identité avant de s'enfuir dans le monde souterrain après avoir découvert que son mari Tāne était aussi son père[15].
- Makeatutara (en) : il est le père de Maui et le gardien exécutif du monde souterrain. Il est reconnu pour avoir rendu l'humanité mortelle[16].
- Uetonga : il est reconnu comme le chef ou noble céleste qui a donné à l'homme la sagesse et la connaissance du tatouage permanent (Tā moko) et d'autres formes d'art significatives[17].
- Niwareka : elle est décrite comme une « tūrehu » (individu féerique), la fille d'Uetonga et l'épouse de Mataora. Elle aurait conduit Mataora à Rarohenga après que Mataora l'eut frappée lors d'un désaccord, où il aurait découvert l'art du tatouage et du tissage[17].
- Te Kuwatawata : il est le Gardien qui protège l'entrée du monde souterrain des esprits à Poutere-rangi[17].
- Tiwaiwaka : il est le Gardien de la base de l'ascension des esprits[17].
- Whiro : il est considéré comme la forme personnifiée des ténèbres, du mal et de la mort qui habite le monde souterrain[18].

## Géographie
Les Maoris entretiennent un lien profond avec la terre (whenua), ce qui se manifeste par la signification spirituelle continue des lieux du monde réel en raison de leur rôle dans le voyage de l'âme vers Rarohenga.

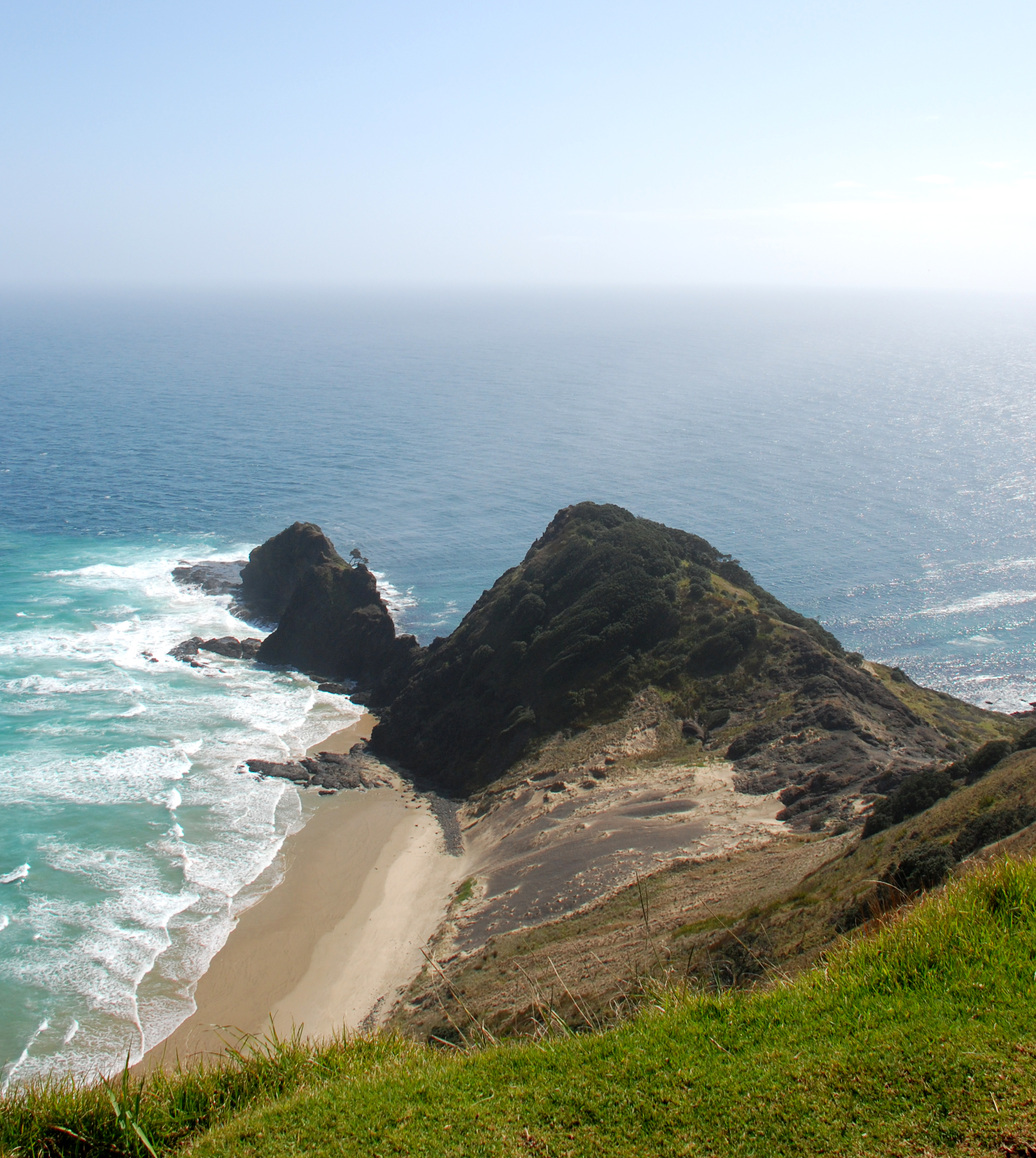
Cap Reinga.

Le Cap Reinga (Te Rerenga Wairua) est l'un des sites spirituels les plus connus de Nouvelle-Zélande. La mythologie suggère qu'ici l'esprit descend dans le monde souterrain en glissant le long de la racine d'un arbre dans la mer. L'esprit voyage ensuite sous l'eau jusqu'aux îles des Trois Rois, où il escalade le point le plus élevé de l'île et fait son dernier adieu au monde humain.
L'explorateur, érudit et interprète maori Edward Shortland décrit cet endroit comme un endroit où l'esprit arrive sur deux collines après avoir voyagé vers le nord. Ces collines sont « Wai-hokimai » et « Wai-otioti », où l'esprit se dépouille de ses vêtements terrestres et tourne finalement le dos à la terre des vivants. Shortland déclare : « Il y a deux longues racines droites, dont les extrémités inférieures sont cachées dans la mer, tandis que les extrémités supérieures s'accrochent à un arbre pohutukawa. L'esprit se tient à l'extrémité supérieure de ces racines, attendant une ouverture dans les algues flottant sur l'eau. Dès qu'il aperçoit une ouverture, il s'envole vers Reinga. En arrivant à Reinga, il y a une rivière et une plage de sable. L'esprit traverse la rivière. Le nom du nouvel arrivant est crié. Il est accueilli et de la nourriture lui est servie. S'il mange la nourriture, il ne pourra jamais revenir à la vie ».
En outre, il existe plusieurs sites immatériels qui sont essentiels à la géographie de Rarohenga. Cela comprend des points de contrôle tels que Pou-tere-rangi, qui est décrit comme le poste de garde et l'entrée du monde souterrain. Ce site est géré par Te Ku-Watawata et divise Rarohenga entre l'humanité. Les textes originaux expriment que les humains étaient autrefois capables de voyager à travers ce point et entre les mondes. Cependant, après un désaccord houleux entre Te Kuwatawata et Mataora, le passage fut fermé aux humains pour toujours. Te Kuwatawata a déclaré : « Jamais plus la porte du monde inférieur ne sera ouverte sur le monde supérieur, mais seulement vers le bas, vers le monde souterrain ; seuls les esprits traverseront les deux royaumes ».

## Importance culturelle de Rarohenga

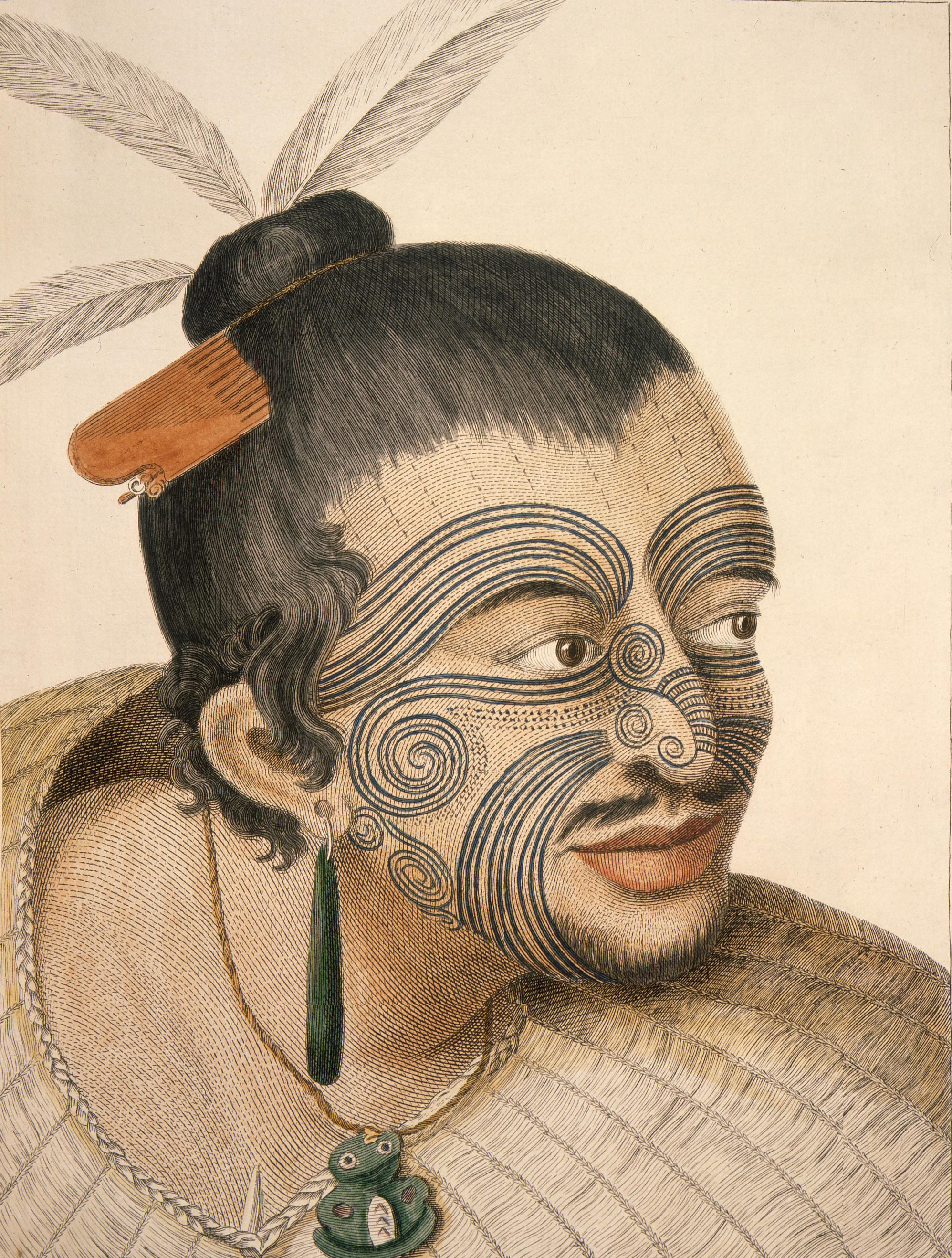
Portrait d'un homme maori avec un moko facial complet. Gravure coloriée à la main par Thomas Chambers d'après une œuvre originale de Sydney Parkinson en 1769. Bibliothèque Alexander Turnball.

Selon la mythologie traditionnelle maorie, l'art de la sculpture, du tissage et du tatouage n'est pas né du monde humain. Ce n’est que grâce aux « héros » qui sont montés aux cieux ou sont descendus à Rarohenga que l’humanité a pu apprendre les pratiques culturelles désormais honorées. Dans The Lore of the Warewananga (La légende des Warewananga, 1913), les enseignements traduits de deux Tohunga distingués indiquent comment les offrandes généreuses de la sagesse céleste représentent la tendre connexion des Maoris avec ce monde spirituel.[5] Cela traduit la profonde signification de Rarohenga et son influence apparente sur l’ identité et la culture maories par excellence observées aujourd’hui. Dans le folklore, la culture maorie est continuellement inondée de différentes formes d'illumination venues de Rarohenga. L’objectif de ces actes était de développer et d’élever l’expérience humaine « par un comportement éthique et une entreprise créative ». Ceci est représenté dans le mythe de Mataora, car l'histoire souligne l'importance des dieux et des esprits (atua) du monde souterrain  pour la culture maorie moderne.

### Tā Moko
Le tā moko (ou kauae pour les femmes) est un tatouage facial sacré encore fréquemment pratiqué dans la société maorie. Son nom est dérivé de l'atua de la mythologie maorieRūaumoko – le dernier né de Ranginui et Papatūānuku,. L'origine de cet art est répertoriée sous plusieurs formes. Cependant, sa conception est le plus souvent considérée comme dérivée du mythe de Mataora. Dans cette célèbre légende, la sagesse et la connaissance du tatouage permanent (tā moko) ont été offertes à l'humanité par le céleste rangatira Uetonga. On explique que jusqu'alors, la civilisation maorie n'avait pratiqué que l'application de tatouages temporaires. On l'appelait « hopara makaurangi » et on le réalisait avec de la suie, de l'argile bleue ou de l'ocre rouge. Uetonga expliquait à Mataora la « non-valeur » de son tatouage temporaire en essuyant sa main dessus et en embarrassant Mataora en déclarant qu'il n'avait aucun « mana » – c'est-à-dire aucun honneur, ni prestige ni autorité. Mataora a alors demandé un tatouage permanent, afin qu'il puisse apporter cette connaissance au monde humain. Uetonga accepte et enseigne à Mataora le dessin des narines du monde souterrain (pōngiangia), le tatouage des lignes des sourcils (tīwhana), les dessins entourant la bouche (pīhere) et la partie supérieure du nez (ngu). En conséquence, lorsque Mataora revient du rarohenga, il incite à la propagation nationale de la pratique à travers les îles du Nord et du Sud.

### Tissage, motifs ornementaux et entrelacement des doigts

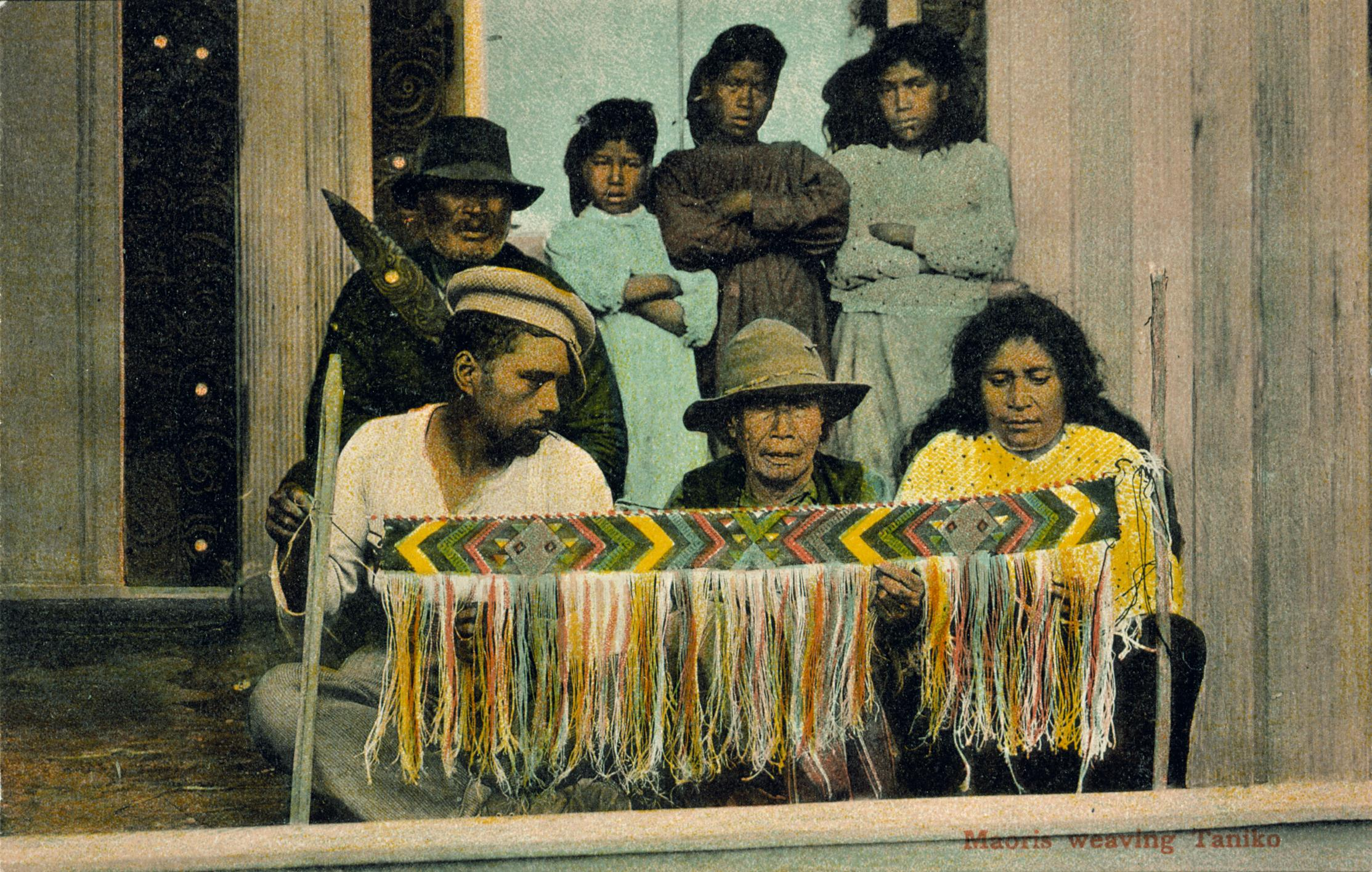
Carte postale. Les Maoris tissent le tāniko.T. Pringle, Wellington, Nouvelle-Zélande (vers 1904). Bibliothèque nationale, Nouvelle-Zélande.

Comme le « tā moko », l'art du tissage est un autre don artistique reçu de Rarohenga. Ce cadeau se présentait sous la forme d'un manteau appelé « Te Rangi-Hau-Papa ». Son créateur original était Hine-rau-wharangi (la fille de Hine-nui-te-po et Tāne), qui fournira le modèle à Niwareka, qui le créera ensuite pour l'humanité. Le manteau lui-même a été développé principalement comme un remplacement et une « consommation de l'acceptation par Mataora du tatouage du monde souterrain » pour remplacer la forme d'art désormais obsolète du « tā moko » peint dans le monde humain. Des motifs ornementaux et des jumelages de doigts ont également été acquis à l'époque de Mataora à Rarohenga et circuleront également largement dans la culture, l'art et le design maoris.

### Sculpture sur bois tribale
Bien que le récit de « Ruatepupuke » soit l'histoire d'origine la plus communément acceptée de la sculpture sur bois tribale (whakairo), les traductions du mythe de Mataora par l'ethnographe maori Elsdon Best (en) suggèrent l'influence des entités de Rarohenga dans le développement culturel et artistique de la sculpture sur bois pratiquée aujourd'hui. Uetonga a réitéré à Mataora la nécessaire adaptation de la peinture et de la taille sur bois. Son idée était que le tatouage temporaire visible sur le visage de Mataora devrait être utilisé pour la sculpture sur bois et les motifs trouvés dans les bâtiments.